# Sorcerer
Sorcerer är ett musikalbum av Miles Davis andra kvintett som lanserades 1967 på Columbia. Skivans sista spår spelades in redan 1962, och från kvintetten som spelar på resten av albumet är det endast Wayne Shorter som medverkar på det spåret. På skivomslaget är det en bild av skådespelerskan Cicely Tyson. Skivan domineras av Wayne Shorters kompositioner och Davis själv har inte med någon egen komposition.

## Låtlista
Låatarna är skrivna av Wayne Shorter om inget annat anges.
1. Prince of Darkness – 6:27
2. Pee Wee (Tony Williams) – 4:49
3. Masqualero – 8:53
4. The Sorcerer (Herbie Hancock) – 5:10
5. Limbo – 7:13
6. Vonetta – 5:36
7. Nothing Like You (Bob Dorough/Fran Landesman) – 1:55

## Medverkande

### Spår 1–6 (inspelade 1967)
- Miles Davis – trumpet
- Wayne Shorter – tenorsaxofon
- Herbie Hancock – piano
- Ron Carter – bas
- Tony Williams – trummor

### Spår 7 (inspelat 1962)
- Miles Davis – trumpet
- Wayne Shorter – tenorsaxofon
- Bob Dorough – sång
- Frank Rehak – trombon
- Paul Chambers – bas
- Jimmy Cobb – trummor
- Willie Bobo (William Correa) – bongotrummor

## Listplaceringar
- Billboard Jazz Albums, USA: #16[2]